# Miguel Ragone
Miguel Ragone (San Miguel de Tucumán, 25 de mayo de 1921 - Salta, 11 de marzo de 1976), fue un médico y político argentino, del Partido Justicialista. 
Fue el último gobernador electo de la provincia de Salta antes del golpe de Estado de 1976 y el único gobernador desaparecido en la ola de violencia política que precedió a la dictadura de 1976-1983.
Nació en el seno de una humilde familia, de origen napolitano, en la ciudad de Tucumán. A los cinco años, su familia se trasladó a la ciudad de Salta. Tras completar sus estudios secundarios, cursó medicina en la Universidad de Buenos Aires, donde se graduó hacia 1948. Durante esos años de estudiante universitario se vinculó a la militancia en el nacionalismo católico.
Ragone participó activamente en la resistencia peronista a la dictadura autodenominada “Revolución Libertadora”, y al reorganizarse en la clandestinidad el Partido Justicialista, fundó la Lista Verde. Luego de 17 años de luchas y proscripciones del partido Justicialista fue elegido gobernador en las primeras elecciones libres desde 1955, con más del 54 por ciento de los votos emitidos el 11 de marzo de 1973, cuando, todavía proscripto Perón, la fórmula presidencial integrada por su delegado, Héctor José Cámpora y Vicente Solano Lima obtuvo cerca del 50 por ciento de los votos emitidos.

## Política
Desde su juventud militó en el justicialismo. Fue secretario de Ramón Carrillo, ministro de Salud (1946-1954) durante la primera y segunda presidencia de Perón. Derrocado Perón, e instaurada la dictadura autotitulada Revolución Libertadora continuó vinculado al peronismo a pesar de que fue proscripto. En 1957 es arrestado por razones políticas, la carencia de alimentos y las privaciones sufridas en la cárcel deterioran su salud. Es liberado tras siete meses. Política económica: Ragone hizo una descarnada descripción del estado de postración económica en que se hallaba la provincia y puso al descubierto el crecimiento de la deuda pública provincial durante la dictadura de Pedro Eugenio Aramburu y los gobiernos subsiguientes. "En 1955 era del orden de los 247 millones de pesos moneda nacional, mientras que nosotros recibimos una provincia con 21.700 millones de pesos en concepto de deuda, sin que se conozcan las causas de este gigantesco endeudamiento". Son tiempos de la resistencia peronista. En aquel período comienza el vínculo con las jóvenes camadas peronistas, integradas por Carlos Xamena, Ricardo Falú, Armando Caro, Abraham Rallé, Olivio Ríos, Horacio Bravo Herrera, entre otros.
Asumió la administración de la provincia el 25 de mayo de 1973. Ragone no era nacido en Salta, por lo que no estaba emparentado con las familias aristocráticas salteñas, ni era miembro del elitista Club 20 de Febrero, de donde solían salir los gobernadores de la provincia. Además, tenía por costumbre socializar y relacionarse con todo tipo de personas, trabajadores, obreros y humildes, con quienes estaba en contacto y a quienes daba audiencias en su oficina de la Gobernación. Esto le deparó el desprecio de la aristocracia, el alto clero local y la derecha, para quienes Ragone era "un comunista". En 1973 se levantó la proscripción al peronismo, Héctor Cámpora fue elegido presidente en las primeras elecciones libres desde 1955, y en Salta el doctor Miguel Ragone fue elegido gobernador por más del 54% de los votos. Miguel Ragone provenía de la resistencia peronista que luchó contra la dictadura de Eduardo Lonardi, Pedro Eugenio Aramburu y posteriormente contra la dictadura de Ongania.

### Gabinete
| Ministerios del Gobierno de Miguel Ragone           | Ministerios del Gobierno de Miguel Ragone | Ministerios del Gobierno de Miguel Ragone  |
| Cartera                                             | Titular                                   | Período                                    |
| --------------------------------------------------- | ----------------------------------------- | ------------------------------------------ |
| Ministerio de Gobierno                              | Enrique Pfister Frías                     | 25 de mayo de 1973-23 de noviembre de 1974 |
| Ministerio de Bienestar Social                      | Luis Canónica                             | 25 de mayo de 1973-23 de noviembre de 1974 |
| Ministerio de Economía                              | Mario Villada                             | 25 de mayo de 1973-23 de noviembre de 1974 |
| Secretarías de Estado del Gobierno de Miguel Ragone |                                           |                                            |
| Cartera                                             | Titular                                   | Período                                    |
| Secretaría General                                  | Jesús Pérez                               | 25 de mayo de 1973-23 de noviembre de 1974 |

En abril de 2015 comenzó el juicio contra el exjuez Ricardo Lona, bajo cuya custodia y jurisdicción fueron asesinados once presos políticos en la masacre de Palomitas en 1976 y el gobernador de Salta, Dr Ragon El exjuez se encontraba cumpliendo prisión domiciliaria y ha sido acusado como principal responsable y encubridor, desde su cargo en la judicatura, de las matanzas que tuvieron lugar en la provincia de Salta durante la dictadura militar.

## Desaparición
En 2016 por la Cámara Federal de Casación Penal condenó ayer a prisión perpetua al ex policía Andrés del Valle Soraire por resultar partícipe necesario de los homicidios del exgobernador de esa provincia, Miguel Ragone, quien fue secuestrado por un grupo de tareas al salir de su domicilio para dirigirse a su trabajo, en marzo de 1976 8.00 de aquél día, Ragone fue interceptado cuando conducía su Peugeot 504 poco después de dejar su casa. Los captores abordaron su automóvil, lo inmovilizaron y luego, desvanecido, lo tiraron en la parte posterior del vehículo. En un intento por eliminar a los testigos, los captores balearon a Margarita de Leal, una transeúnte, que sobrevivió, y a Santiago Arredes, un vecino, que murió.
Esa fue la última vez que Ragone fue visto. Su auto fue abandonado en Cerrillos, 16 kilómetros al sur de la ciudad de Salta. Se sospecha que sus restos se encuentran en algún lugar del Valle de Lerma, posiblemente en el Dique Cabra Corral, donde se ha colocado una placa en su memoria y la de otros detenidos desaparecidos.
En 2011 el Tribunal Oral en lo Criminal Federal de Salta estableció que Ragone fue secuestrado y simultáneamente asesinado, tras ser secuestrado en momentos en que se dirigía en su automóvil a trabajar como médico en el Hospital San Bernardo. La sentencia estableció que debido a que la operación para asesinar a Ragone tuvo como autor intelectual del asesinato correspondió a las autoridades militares del III Cuerpo de Ejército, bajo el mando en ese momento del Luciano Menéndez y ejecutada por integrantes del Ejército y la Policía de Salta, integrantes de la organización Alianza Anticomunista Argentina (Triple A). El fallo condenó a penas de prisión perpetua e inhabilitación absoluta a al coronel Carlos Alberto Mulhall (que era por entonces el jefe del Ejército en la provincia), el teniente coronel Miguel Gentil (jefe de la policía salteña) y el comisario (R) Joaquín Guil (jefe de seguridad de dicha policía), integrantes de la banda terrorista de extrema derecha triple A. El exgeneral Luciano Menéndez estuvo procesado en la causa como autor del crimen, pero no fue incluido como acusado en el juicio oral, debido a razones de salud.

## Homenaje
En su honor, desde junio de 2003 lleva el nombre de Hospital de Salud Mental "Dr. Miguel Ragone" el ex Hospital Neuropsiquiátrico Dr. Christofredo Jakob, inaugurado el 8 de julio del año 1950, ubicado en la ciudad de Salta.
Lleva su nombre el colegio de nivel medio N.º 5167, en la ciudad de Salta.
En 2008 se filmó un documental sobre su vida y trayectoria.